# Madagaszkári bozótkakukk

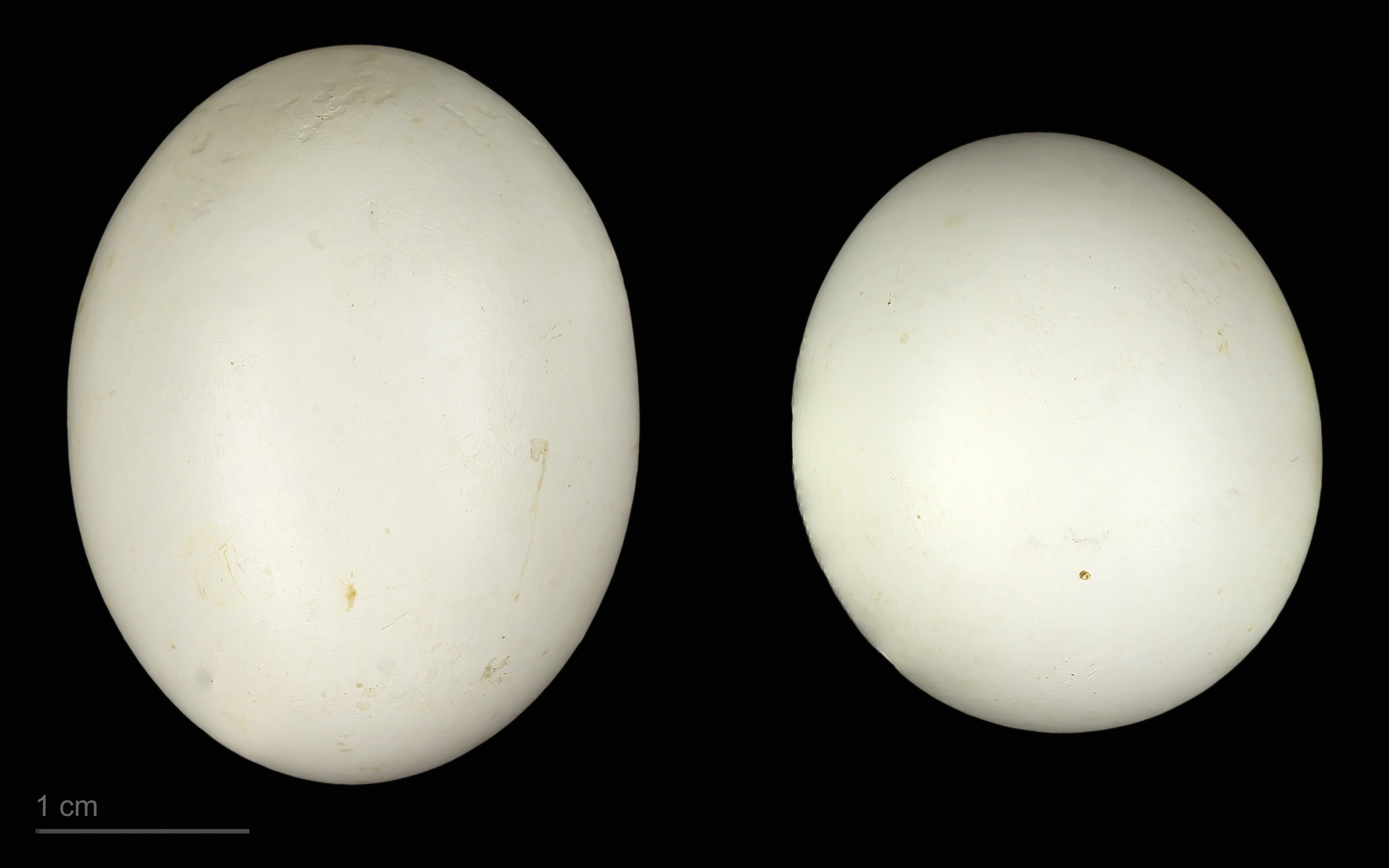
Centropus toulou

A madagaszkári bozotkakukk (Centropus toulou) a madarak osztályának kakukkalakúak (Cuculiformes) rendjébe, ezen belül a kakukkfélék (Cuculidae) családjába tartozó faj.

## Előfordulása
A Comore-szigetek, Madagaszkár, Mayotte és a Seychelle-szigetek területén honos.

## Alfajai
- Centropus toulou assumptionis - Assumption-sziget (Seychelle-szigetek)
- Centropus toulou insularis - Aldabra (Seychelle-szigetek)
- Centropus toulou toulou - Madagaszkár, Comore-szigetek és Mayotte

## Külső hivatkozások
- A faj képe[halott link]
- Képek az interneten a fajról